# Centrale nucléaire de Gentilly
Pour les articles homonymes, voir Gentilly.
La centrale nucléaire de Gentilly est une centrale nucléaire située à Bécancour au Québec. La centrale, située sur la rive sud du fleuve Saint-Laurent à la hauteur de Trois-Rivières, a été exploitée commercialement de 1983 à 2012. Gentilly-2 avait une puissance brute de 675 MW (net 635 MW). Elle était la seule centrale nucléaire exploitée commercialement au Québec. Un réacteur expérimental, Gentilly-1, a été exploité pendant quelques mois durant les années 1970.
Le propriétaire-exploitant de la centrale, la société d'État Hydro-Québec, a fermé définitivement Gentilly-2 le 28 décembre 2012, en vue de son déclassement. L'installation sera éventuellement démantelée au terme d'un processus qui devrait se conclure en 2062,. De plus, alors que la Centrale Gentilly-2 employait environ 800 employés lorsqu'elle opérait à plein régime, il ne reste plus que 38 employés une dizaine d'années plus tard.
Le 25 janvier 2024, Hydro-Québec remet un rapport à l'assemblée nationale qui indique qu'une réouverture de Gentilly-2 pourrait-être envisagée après 2035. 

## Localisation
La centrale est située à Gentilly, un secteur de Bécancour, ville du Centre-du-Québec située sur la rive sud du fleuve Saint-Laurent, en face de la municipalité de Champlain. La propriété de 199 hectares est située immédiatement à l'est du Parc industriel et portuaire de Bécancour, une immense zone industrielle qui est la propriété du gouvernement du Québec, qui voulait en faire « la vallée de la Ruhr du Québec » dans les années 1970. Cette zone industrielle est ceinturée par des terres agricoles, notamment des fermes laitières.
On accède au complexe par un chemin de deux kilomètres qui donne sur la route 132. Le terrain est bordé au nord par le Saint-Laurent, à l'ouest par le parc industriel et à l'est par des terrains industriels et agricoles acquis par Énergie atomique du Canada afin d'ériger l'usine d'eau lourde de La Prade, dont la construction n'a jamais été complétée. Toute construction dans un rayon d'un peu moins de 1 km de la centrale doit au préalable être approuvée par la Commission canadienne de sûreté nucléaire (CCSN).
Selon Hydro-Québec, 700 personnes —des résidents de Champlain, sur la rive nord du Saint-Laurent— habitent dans un rayon de 5 km de la centrale. S'ajoutent les 5 300 habitants de la zone située de 5,1  à   10 km, répartis dans ville de Bécancour et la réserve abénaquise de Wôlinak, sur la rive droite, et la municipalité de Champlain de même que le secteur de Sainte-Marthe-du-Cap de la ville de Trois-Rivières, sur la rive gauche.

## Historique
Le développement d'une centrale nucléaire au Québec a fait l'objet d'un débat passionné dans les années 1960 et au début des années 1970 entre les partisans de cette forme d'énergie et ceux qui favorisaient la construction de grands projets hydroélectriques pour répondre à la très forte croissance des besoins,.
Au lendemain de la deuxième étape de la nationalisation de l'électricité en 1963, un lobby favorisant le développement de l'énergie nucléaire est actif à l'intérieur d'Hydro-Québec,,,. En cela, ils rejoignent les objectifs du gouvernement du Canada, qui s'inquiète de la signification politique et symbolique de la prise de contrôle de l'électricité par la majorité francophone aux dépens du monde des affaires anglo-protestant. Le gouvernement de Lester B. Pearson à Ottawa redouble d'efforts afin de « partager les avantages du Canada avec les citoyens francophones du pays » et exerce de fortes pressions afin que le Québec s'engage dans un ambitieux programme de construction de réacteurs de technologie CANDU.
Ces partisans du nucléaire au sein de l'entreprise peuvent compter sur le soutien de Jean-Claude Lessard, ancien haut fonctionnaire fédéral et président d'Hydro-Québec de 1960 à 1969. M. Lessard est d'ailleurs nommé membre du conseil d'administration d'Énergie atomique du Canada (EACL), à compter de 1963 — et président de l'Association nucléaire canadienne à compter de 1965 —, ce qui marquait un changement de cap majeur pour Hydro-Québec, qui boycottait les projets nucléaires fédéraux depuis 1954. La faction pro-nucléaire s'exprime au moment de la décision d'investir dans le projet de la chute Churchill, au Labrador, où les coûts prévus du développement nucléaire servaient d'étalon pour évaluer la faisabilité et la désirabilité de développer de nouveaux aménagements hydroélectriques. L'économiste et haut fonctionnaire Jacques Parizeau est l'un des principaux tenants de cet argument,.

### Gentilly-1
Hydro-Québec engage les discussions au cours de l'été 1964 et Énergie atomique du Canada Limitée (EACL) étudie la possibilité de construire un réacteur de 250 MW, version augmentée du réacteur expérimental de Douglas Point, en Ontario. La société fédérale pose comme condition à l'aide financière d'Ottawa que le réacteur soit d'un type expérimental. Le président d'EACL, Lorne Gray, propose alors à l'entreprise publique québécoise un réacteur à eau légère bouillante, qui offrait plusieurs avantages, notamment le fait que la vapeur produite par le réacteur puisse être utilisée par les turbines.
Avant de s'engager plus avant, le gouvernement Lesage pose certaines conditions. Dans une lettre adressée au premier ministre Pearson le 6 avril 1965, Lesage propose un site à Saint-Édouard-de-Gentilly — aujourd'hui un secteur de Bécancour. Québec demande aussi à obtenir qu'Ottawa paie une partie des coûts de construction de la centrale, comme ce fut le cas lors de la construction du réacteur de Douglas Point. Le cabinet québécois approuve le projet en février 1966, quelques mois avant de subir la défaite lors de l'élection générale.
Le nouveau gouvernement de Daniel Johnson poursuit la même politique à l'égard du développement nucléaire et les travaux de construction peuvent commencer sur le site à compter de l'automne 1966 sous la direction d'Hydro-Québec, qui agit comme entrepreneur général d'ÉACL. Malgré une grève, qui paralyse le chantier pendant cinq mois en 1967, les travaux avancent rapidement grâce à certaines innovations, comme la coulée continue dans des coffrages coulissants qui permet de bétonner l'enceinte du réacteur — une structure de 49 m de hauteur, de  36,6 m de diamètre intérieur et munie de parois de 1,22 m d'épaisseur — en dix-sept jours, alors que la technique conventionnelle aurait pris de cinq à six mois.
Après un peu plus de quatre ans de travaux, le réacteur CANDU-BLW de la centrale Gentilly-1 a produit sa première réaction en chaîne en novembre. Sa construction a coûté 128 millions $. Il atteint pour la première fois sa puissance nominale de 250 MW en mai 1972 et produit 650 GWh d'électricité au cours de ses six premiers mois d'opération.
Mais la centrale connaît sa part de problèmes. D'abord, une pénurie d'eau lourde force l'arrêt de la centrale, les approvisionnements étant destinés en priorité aux réacteurs de Pickering. Entre novembre 1972 et août 1974, le réacteur est contraint à l'arrêt en raison du transfert de l'eau lourde en Ontario.
Par ailleurs, la centrale est affligée par plusieurs défectuosités techniques, dont une défaillance des échangeurs de chaleur du circuit modérateur . Contrairement aux autres réacteurs de la famille CANDU, le réacteur de Gentilly-1 utilise l'eau ordinaire comme caloporteur, qui est vaporisée dans le réacteur avant d'alimenter la turbine. La vapeur étant moins dense que l'eau, elle absorbe moins les neutrons, ce qui exige des ajustements constants de la réaction nucléaire et les vannes de la turbine afin d'éviter l'emballement et la mise en marche des systèmes de sécurité. Pour pallier ce problème, les ingénieurs conçoivent un nouveau système de contrôle qui est installé au début de 1976, mais la centrale ne peut être exploitée à plus des deux tiers de sa capacité nominale.
Les 21 et 22 mai 1977, dix tonnes d'eau lourde contenant 31 000 curies de tritium sont relâchés par la centrale dans le fleuve Saint-Laurent en raison d'un bris dans un échangeur de chaleur provoqué par la corrosion. La centrale, qui demeure la propriété d'EACL, puisqu'Hydro-Québec refuse de s'en porter acquéreur, cesse de produire de l'électricité le 1er juin 1977. Gentilly-1 ne produit de l'électricité que pendant deux brèves périodes, pour une production totale de 837,7 GWh, soit l'équivalent de 183 jours de production à pleine puissance.
En 1980, ÉACL décidait de placer la centrale en état de conservation, en vue de son démantèlement éventuel. Après avoir évoqué la possibilité de transformer la centrale en laboratoire ou à la convertir en centrale thermique, ÉACL procède au démantèlement partiel des installations en 1985 et 1986. Le combustible irradié a été transféré dans des silos de stockage à sec construits dans l'édifice qui abritait la turbine. La même année, Hydro-Québec fait l'acquisition de certains bâtiments de la centrale afin d'y aménager un centre de formation technique destiné au personnel de Gentilly-2. Le centre comprend notamment des salles de cours, des bureaux, des laboratoires et un simulateur de la centrale de Gentilly-2, qui sert à la formation des opérateurs,.
En 2025, les Laboratoires Nucléaires Canadiens, l'organisme chargé du démantèlement de la centrale, ont annoncé qu'il ont tous été transporté au site d'enfouissement de Chalk River.

### Usine d'eau lourde de La Prade
Après les pénuries d'eau lourde de 1972 et de 1973, qui perturbent l'opération commerciale de la centrale Gentilly-1, le gouvernement fédéral s'engage dans un programme de construction d'usines de production d'eau lourde, composante essentielle à la bonne marche des réacteurs CANDU. ÉACL fait l'acquisition d'un terrain de 101 hectares immédiatement à l'est des terrains de la centrale (46° 23′ 43″ N, 72° 19′ 32″ O)  pour construire une usine qui produirait annuellement 800 mégagrammes d'eau lourde.
La construction de l'usine s'amorce en 1974, sans être autorisée au préalable par les services de protection de l'environnement. Entretemps, le projet est contesté ouvertement par le gouvernement de l'Ontario, dont les deux usines d'eau lourde construites par Ontario Hydro ont transformé la pénurie en surplus en plus de soulever des craintes de sécurité en raison de l'utilisation de 1 760 tonnes de sulfure d'hydrogène dans le procédé de Girdler d'extraction de l'eau lourde.
En 1977, le gouvernement fédéral évoque la possibilité d'arrêter les travaux de l'usine de La Prade. Inquiet de perdre un chantier qui procure de l'emploi à plus de 1 500 personnes, le premier ministre québécois René Lévesque conclut une entente avec son homologue fédéral, Pierre Elliott Trudeau. En vertu du contrat signé en janvier 1978, Ottawa s'engage à reprendre la construction de l'usine de La Prade en échange de quoi Hydro-Québec achètera assez d'eau lourde pour alimenter trois réacteurs, modifiera la conception de la centrale Gentilly-2 pour fournir de la vapeur à l'usine et construira un troisième réacteur CANDU, la centrale Gentilly-3, d'ici la fin des années 1980. En août de la même année, Ottawa fait volte-face et se rend aux arguments du ministre de l'Énergie de l'Ontario, Reuben Baetz. Un moratoire sur la construction de l'usine, achevée à 35 %, est annoncé dans le cadre d'un programme d'austérité budgétaire, ce qui soulève l'ire du ministre québécois de l'Énergie, Guy Joron.
Après avoir menacé le gouvernement fédéral de le poursuivre pour rupture de contrat, le gouvernement péquiste accepte en compensation la création d'un fonds de diversification économique de 200 millions $, proposé par Joe Clark au cours de la campagne électorale fédérale de 1980 et annonce en 1981 qu'il renonce aux études d'avant-projet de Gentilly-3.
L'usine à moitié construite est longtemps laissée à l'abandon, dans l'espoir d'une hypothétique reprise de la demande d'eau lourde. Elle est vendue en 1995. Le nouveau propriétaire, une entreprise de récupération de métaux, démolit les 10 cheminées du complexe à l’automne de 1998.

## Gentilly-2

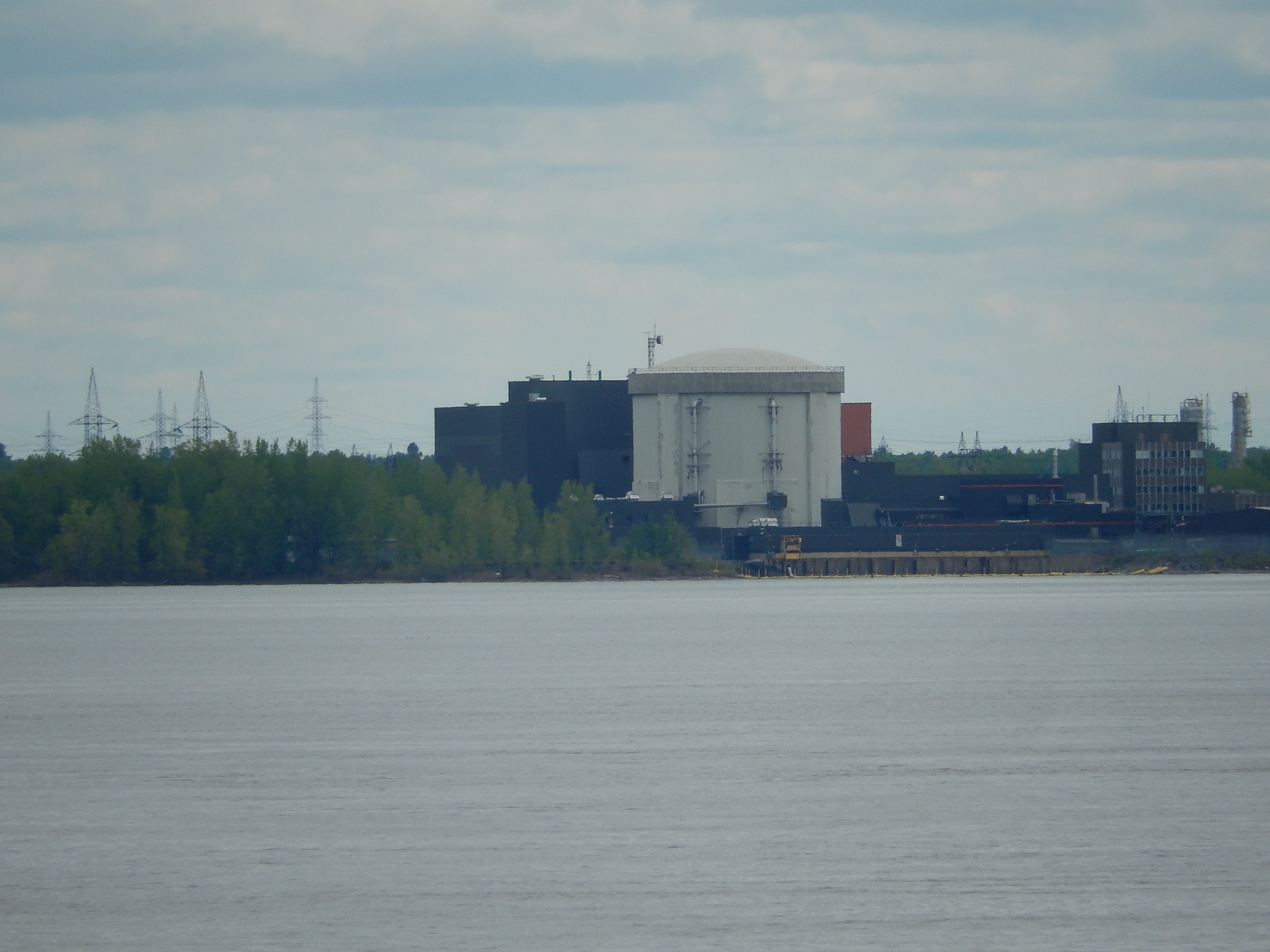
Centrale Gentilly-2 en mai 2013

Au début des années 1970, les nouveaux grands patrons d'Hydro-Québec — dont le président Roland Giroux et les commissaires Yvon de Guise et Robert A. Boyd — sont solidement derrière le projet de développement du complexe hydroélectrique de la Baie-James, dans le Nord-du-Québec. Le financier Giroux soutient que les bailleurs de fonds internationaux « sont encore très méfiants vis-à-vis du nucléaire. Si on leur apporte un bon projet hydroélectrique, et celui de la Baie-James en est un, ils vont vite montrer où va leur préférence ». L'ingénieur Boyd invoque l'incertitude qui plane déjà à cette époque sur l'énergie nucléaire, recommande de maintenir une certaine expertise dans ce domaine, mais soutient qu'il faut « repousser cette échéance le plus loin possible ».
Sceptiques par rapport à la stratégie de développement hydroélectrique intensif proposée par le premier ministre, plusieurs porte-paroles du Parti québécois, notamment le député Guy Joron et le conseiller économique du parti, Jacques Parizeau, n'hésitent pas à indiquer clairement leur préférence à l'égard de l'option nucléaire. Dans une entrevue qu'il accorde au Devoir à l'époque, l'économiste, qui deviendra premier ministre du Québec dans les années 1990, se fait ironique. « Ce n'est pas parce qu'il y a une rivière canadienne-française et catholique qu'il faut absolument mettre un barrage dessus ».
Le gouvernement Bourassa choisit de construire la centrale nucléaire, sans pour autant délaisser l'aménagement de la Grande Rivière. Gentilly-2, un réacteur CANDU-6 de 675 mégawatts, sera construit sur le même site que Gentilly-1, à compter de 1973. Le Québec sera bénéficiaire d'un nouveau programme fédéral qui paie la moitié des coûts d'une première centrale nucléaire, alors estimés à 300 millions $. Des difficultés de coopération et l'inflation ont tôt fait de gonfler les prix et de retarder les échéances. Une nouvelle estimation rendue publique en 1978 fait gonfler le coût de la centrale à 850 millions $. En plus du conflit entourant la mise au rancard de l'usine d'eau lourde de La Prade, Ottawa refuse de payer sa part des dépassements de coûts de Gentilly-2. Selon Babin (1984), le conflit fédéral-provincial « a considérablement réduit l'attrait de l'énergie nucléaire pour le Québec et poussé à la restructuration de la politique énergétique québécoise ».
Élu en novembre 1976,le nouveau gouvernement du Parti québécois, dans lequel siègent MM. Parizeau, et Joron, publie un livre blanc sur l'énergie au printemps de 1978. Le document revoit à la baisse les estimations de croissance de la demande électrique, écarte la construction de Gentilly-3 avant 1990, tout en affirmant une préférence à l'égard de la poursuite du développement hydroélectrique. La nouvelle politique du gouvernement québécois n'arrête toutefois pas la construction de la centrale de Gentilly-2.

### Exploitation
Après dix ans de construction, soit quatre ans de plus que prévu, la centrale est considérée officiellement en service par Hydro-Québec le 1er octobre 1983.
Ce réacteur est très semblable à celui de la centrale nucléaire de Point Lepreau, situé à une cinquantaine de kilomètres à l'ouest de Saint-Jean au Nouveau-Brunswick, les deux centrales ayant été construites simultanément. La centrale néo-brunswickoise a toutefois été construite en deux ans de moins et est entrée en service 8 mois plus tôt. Après avoir été rodé au Canada, ce modèle de réacteur a été exporté en Corée du Sud, en Argentine, en Roumanie et en Chine.
Contrairement à Gentilly-1, Gentilly-2 offre un bon rendement depuis sa mise en service, affichant un facteur d'exploitation cumulatif de 79,2 %, selon les données de l'Agence internationale de l'énergie atomique. Le réacteur de Gentilly a produit 3 911,56 gigawatts-heures d'énergie au cours de sa dernière année d'opération en 2012, soit environ 2 % de la production québécoise.
Sa situation géographique — à proximité des centres de consommation de Montréal et de Québec — lui confère une importance particulière au sein du réseau électrique québécois, puisqu'elle permet de stabiliser la tension dans les lignes qui acheminent les grandes quantités d'énergie hydroélectrique produite dans les centrales du nord du Québec.
En 2005, un responsable de la division nucléaire d'Hydro-Québec affirmait que le coût de production à la centrale de Gentilly-2 s'élevait à 6 cents le kilowatt-heure.
Deux incidents survenus en juin et en août 2011, ont forcé l'exploitant à procéder à la fermeture du réacteur pendant presque quatre mois.
Une fuite d'eau lourde est survenue le 26 avril 2012 sur le réacteur de Gentilly-2, contaminant deux employés du site.
Dans un rapport préparé en 2010, la Commission canadienne de sécurité nucléaire (CCSN) se disait préoccupée par la dégradation du béton de l'enceinte de confinement du réacteur provoquée par une réaction alcali-granulat. L'exploitant admet que toutes ses structures, y compris ses barrages, souffrent de ce problème, mais déclare qu'il a développé une expertise pour remédier à ce problème.

### Turbine à gaz
En cas de panne du réseau électrique, les services auxiliaires de Gentilly-2 doivent être réalimentés en moins de trente minutes afin de garantir la sûreté de la centrale et de protéger le matériel de production lors de pannes prolongées. Selon le protocole convenu avec les autorités fédérales, responsables de la sécurité nucléaire, la centrale Beaumont sur la rivière Saint-Maurice était chargée de rétablir le service dans une telle éventualité.
Cependant, les deux pannes générales du réseau électrique québécois survenues en 1988 ont démontré que ce scénario était irréaliste. L'alimentation par d'autres centrales hydroélectriques ou thermiques situées à proximité n'offrant pas le niveau de fiabilité requis, Hydro-Québec a construit une centrale thermique de 381 mégawatts à 450 m du cœur de la centrale, sur un terrain qui a servi à l'entreposage lors de la construction de Gentilly-2. La construction de la centrale de 311 millions $ a duré 2 ans et demi. Elle a été inaugurée le 30 septembre 1993.
La centrale de Bécancour, qui est équipée de quatre turbines à gaz alimentées au diesel, peut démarrer et être synchronisée au réseau d'Hydro-Québec en quelques minutes. Elle peut être mise en marche à partir de la salle de commande de Gentilly-2 par le personnel indispensable en cas d'évacuation du site. Les turbines de la centrale de Bécancour, qui utilisent un combustible relativement cher, servent surtout lors des pointes hivernales, lorsque la demande est très élevée et que la production d'hydroélectricité ne suffit pas. En 2009, la centrale a été sollicitée à 7 reprises. Chacune des quatre turbines a fonctionné pendant 20 heures en moyenne.
Avec la fermeture des centrales thermiques de Tracy, de La Citière — et celle de Cadillac, en 2014 —, la centrale de Bécancour est la seule centrale thermique sur le réseau principal d'Hydro-Québec.

### Stockage des déchets
En 2003, Hydro-Québec demande à la Commission canadienne de sûreté nucléaire et au Bureau d'audiences publiques sur l'environnement d'agrandir ses différents sites de stockage des déchets nucléaires. Cette demande d'Hydro-Québec est généralement perçue comme le précurseur d'une réfection éventuelle du réacteur de Gentilly-2.
La demande consiste à construire quatre modules CANSTOR supplémentaires, afin de stocker à sec le combustible qui sera éventuellement irradié durant le deuxième cycle de vie de la centrale ainsi qu'une nouvelle installation de gestion des déchets radioactifs solides (IGDRS), rendue nécessaire par le retubage du réacteur et la nouvelle espérance de vie projetée de Gentilly-2.

### Projet de réfection
Au terme d'un processus débuté en 2000, le gouvernement de Jean Charest a annoncé, le 19 août 2008, la réfection de la centrale de Gentilly-2. L'opération de réfection prévoyait initialement la fermeture de la centrale entre le printemps de 2011 et l'automne de 2012. Le projet, d'un coût total estimé à l'origine à 1,9 milliard de dollars canadiens, aurait permis de prolonger la vie utile de la centrale jusqu'en 2040,. Les opérations de rénovation comprennent la réfection du réacteur et du groupe turbo-alternateur et le remplacement des ordinateurs de contrôle. Le projet comprend aussi l'agrandissement des installations de gestion des déchets radioactifs solides, dont une première phase s’est terminée en 2008.
Hydro-Québec soutenait que l'électricité produite à Gentilly-2 après la réfection aurait un prix de revient de 7,2 cent le kilowatt-heure et que ces coûts comprendraient les coûts de réfection, les frais d'exploitation durant 25 ans, le coût de démantèlement et le transfert des déchets radioactifs vers un dépôt permanent dans un lieu qui reste encore à déterminer. La société d'État québécoise misait en outre sur l'expérience acquise pendant la réfection à Point Lepreau, une centrale presque identique située au Nouveau-Brunswick et gérée par Énergie NB, pour optimiser son programme de réfection.
Hydro-Québec a annoncé, le 16 août 2010, qu'elle reportait de 2011 à 2012 le début des travaux de réfection de la centrale. La décision de l'opérateur survient « dans le cadre de la révision des échéanciers des réfections en cours des centrales de type CANDU » au Nouveau-Brunswick et à la centrale de Wolsong, en Corée du Sud. Hydro-Québec précisait également qu'elle espère obtenir « les assurances nécessaires » au sujet de l'avenir d'Énergie atomique du Canada limitée (EACL), que le gouvernement fédéral canadien voulait privatiser.
En mars 2011, le président directeur-général d'Hydro-Québec, Thierry Vandal, évoque pour la première fois l'annulation possible du projet de réfection et la fermeture définitive de la centrale de Gentilly-2. Lors de la présentation des états financiers 2010 de la société, il s'engage à fournir « toutes les informations au gouvernement pour qu'une décision éclairée et réfléchie puisse être prise». L'évaluation devait faire le point sur la réfection des centrales similaires, la privatisation envisagée d'Énergie atomique du Canada limitée et l'accident à la centrale nucléaire de Fukushima Daiichi, survenu moins de deux semaines plus tôt au Japon,. En juin 2011, la Commission canadienne de sécurité nucléaire renouvelle le permis d'exploitation de la centrale jusqu'en 2016 et autorise sa réfection, mais précise que le réacteur doit être arrêté au plus tard le 31 décembre 2012.
Le gouvernement Charest et Hydro-Québec hésitent toutefois à s'engager dans le projet. À compter de janvier 2012, les bureaux temporaires du chantier de la réfection cessent peu à peu leur activité, après la mise à pied du tiers des effectifs d'Hydro-Québec au bureau de projet. Quelques jours plus tard, le ministre libéral de l'Environnement, Pierre Arcand prononce un discours à Trois-Rivières où il déclare : « Il y a une chose qui est claire pour nous au Québec, c'est qu'on n'a pas l'intention de poursuivre dans le domaine du nucléaire. On pense, nous, que l'hydroélectricité, les éoliennes, c'est la solution de l'avenir ». La ministre régionale Julie Boulet et le premier ministre Charest contredisent leur collègue et s'annoncent en faveur de la réfection,.
En mars 2012, des informations publiées par le quotidien La Presse laissent entendre que les coûts prévus du projet auraient augmenté d'un milliard pour se situer à 3 milliards de dollars. L'augmentation des coûts serait notamment liée à de nouvelles exigences sismiques. Malgré le «préjugé favorable» du gouvernement en faveur de la réfection, le ministre responsable du dossier, Clément Gignac, soutient qu'il attend toujours des rapports avant de décider de la suite à donner au projet.
Un long-métrage documentaire intitulé Gentilly or Not to Be été réalisé en 2012 à l'occasion de cette possible réfection.

## Fermeture et déclassement
Plusieurs groupes environnementalistes, l'opposition péquiste à l'Assemblée nationale, Québec solidaire, le chef d'Option nationale, Jean-Martin Aussant — qui représentait la circonscription de Nicolet-Yamaska — s'opposent au projet tant pour des raisons économiques que de sécurité. Ils soulignent notamment la vétusté des installations, illustrée par les nombreux incidents rapportés dans la presse.
En août 2012, l'économiste spécialisé en énergie Jean-Thomas Bernard, de l'Université d'Ottawa, suggère de son côté d'abandonner le projet de réfection, compte tenu des cours à la baisse du gaz naturel sur le marché américain et des prévisions d'un cours stable pour au moins une décennie. Selon l'économiste, qui a déjà été favorable à la réfection, le coût de revient de l'électricité produite par la centrale devrait atteindre 12 ¢/kWh, un prix nettement supérieur aux cours de gros sur les marchés d'exportation.
Le nouveau gouvernement du Parti québécois, porté au pouvoir à la suite de l'élection générale du 4 septembre 2012, affirme, dans les jours qui suivent son élection, son intention de fermer la centrale à l'expiration de son permis d'exploitation, le 31 décembre 2012. La nouvelle première ministre du Québec, Pauline Marois, confirme la fermeture de Gentilly-2 au terme de la première réunion de son conseil des ministres, le 20 septembre 2012.
Bien qu'opposée par les milieux économiques régionaux et par la Fédération des travailleurs et travailleuses du Québec (FTQ), qui représente les employés affectés par la fermeture, la décision du gouvernement est saluée par les éditorialistes qui soulignent les risques financiers d'un tel chantier après les dépassements de coûts enregistrés à la centrale sœur de Point Lepreau et la situation de surplus énergétiques d'Hydro-Québec,.
La décision du gouvernement est appuyée par une analyse d'Hydro-Québec. Selon le document, le coût de réfection de la centrale s’élèverait à 4,3 milliards $, soit 2,4 milliards $ de plus que l'estimation de 2008. La centrale rénovée aurait produit de l'électricité à un coût différentiel de 9,7¢/kWh, qui dépasse nettement  le coût prévu du projet hydroélectrique de la Romaine, en construction (6,2¢/kWh). La direction de l'entreprise considère qu'une fermeture à court terme produirait de meilleurs résultats financiers qu'une réfection, puisque la fermeture ferait augmenter le bénéfice net de 215 millions $ à chaque année à compter de 2017.
Après avoir comparé le coût de réfection avec celui du déclassement qui s'étalerait de 2013 à 2062, le rapport conclut qu'« il ressort de la comparaison de ces scénarios que la fermeture est préférable sur le plan financier et donc recommandée par Hydro-Québec à son actionnaire le gouvernement »,.
La fermeture de la centrale entraîne aussi certains réaménagements du réseau de transport d'électricité. Sous réserve des autorisations réglementaires, TransÉnergie devra ajouter un compensateur statique dans la boucle 735 kV de Montréal, des batteries de condensateurs au poste Gentilly pour éviter les baisses de la tension en plus de rehausser les conducteurs des deux lignes de 735 kV qui relient les postes Nicolet et Lévis en raison de l'allongement des câbles  provoqué par l'augmentation de transit en période estivale. Ces modifications au réseau de transport sont estimées à 250 millions $. Par ailleurs, un des deux circuits de 230 kV qui reliait la centrale au réseau d'Hydro-Québec a été démoli au cours de l'été 2015. Le circuit restant servira à alimenter les systèmes auxiliaires de la centrale et à relier les turbines à gaz de la centrale thermique de Bécancour au réseau.
Le déclassement de la centrale a débuté dès la fin des opérations de production d'électricité. Le combustible a d'abord été retiré du réacteur avant d'être placé en piscine pour une période minimale de 7 ans. Les grappes de combustible seront retirées et placées dans des modules Canstor qui seront gardés sur le site jusqu'à leur éventuelle disposition dans un dépôt géologique qui sera construit en Ontario. Les dernières grappes de combustibles seront traitées par le personnel de la centrale en septembre 2020, après quoi la centrale entrera en dormance en vue de son démantèlement éventuel. Le déplacement du combustible ne commencera pas avant 2050
En 2023, le président-directeur général d'Hydro-Québec Michael Sabia, remplacé depuis par Claudine Bouchard, avait fait part de sa volonté de remettre la centrale en fonction. Les résultats d'une analyse préliminaire remise par la société le 25 janvier 2024 à l'Assemblée nationale indiquent qu’il n'y a « aucune barrière majeure […] identifiée pour le redémarrage de la centrale de Gentilly-2 », bien qu'elle demande des analyses supplémentaires. Une telle remise en service ne pourrait se faire avant 2036.